# 丁玉华
丁玉华（1948年—2018年6月13日），山东荣成人，汉族，中华人民共和国企业家、第十、十一、十二、十三届全国人民代表大会山东地区代表。

## 生平
毕业于山东大学经济管理专业。加入中国共产党。担任三角集团董事长。2008年起担任全国人大代表。2013年，担任全国人大代表。
2018年6月13日，丁玉华因病逝世，享年70岁，其董事长职位由其子丁木接任。